# Juventudes Socialistas de Aragón
Juventudes Socialistas de Aragón - JSA es la organización juvenil autónoma del Partido de los Socialistas de Aragón (PSOE-Aragón) y como Federación forma parte de las Juventudes Socialistas de España (JSE). Juventudes Socialistas se implanta por primera vez en Aragón en 1918, con la primera Agrupación Local, en Zaragoza. 

## Estructura

### Estructura territorial
A nivel local

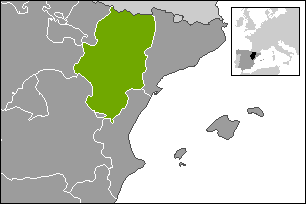
Ámbito territorial de JSA.

La Agrupación Local es el la unidad básica de esta organización, y todo afiliado debe pertenecer a una agrupación local. Tres afiliados es el mínimo estatutario para crear una agrupación local. Usualmente, su ámbito es similar al municipio del que toman el nombre.
A su vez, la agrupación local tiene distintos órganos: la Asamblea, que es el órgano soberano, una dirección formada por la Comisión ejecutiva local. Opcionalmente, desarrolla una serie de grupos de trabajo, bien creados ad hoc o bien de carácter permanente, que trabajan sobre un campo determinado. Algunos ejemplos comunes de grupos de trabajo son los de mujer, LGTB, comunicación, etc.
- Agrupaciones Locales de JSA en la actualidad: Alagón, Alcolea, Andorra, Barbastro, Borja, Calanda, Calatayud, Casetas, Caspe, El Grado, Fraga, Gallur, Garrapinillos, Huesca, Jaca, Magallón, Maluenda, Monzón, Movera, Moyuela, Pedrola, Pinseque, Sabiñánigo, San Mateo de Gállego, Teruel, Torrente de Cinca, Utebo, Villanueva de Gállego, Zaragoza y Zuera.

A nivel regional
Los Grupos de Trabajo Regionales GTR o Uniones Operativas de Actuación UOA's se caracterizan por ser unos instrumentos participativos, por tener una estructura abierta, flexible y muy poco burocratizada. Así mismo, son estructuras de participación que llevan varios años trabajando en las Agrupaciones Locales, acometiendo problemas y actividades, campos como la solidaridad, igualdad, mujer, homosexualidad, medio ambiente,...
Permite que cualquier joven progresista no afiliado/a ni a JSA ni al PSOE, pueda participar en sus proyectos.
Las UOA's deciden autónomamente su programa de actividades dentro de lo establecido por las resoluciones de la organización. Lo mismo se puede decir de su estructuración, carácter permanente o no, ámbito territorial, etc. La Comisión Ejecutiva Regional establece las pautas generales de funcionamiento de las UOA's y ejerce la coordinación de su funcionamiento. Con un intervalo máximo de 4 años se celebra el Congreso Regional en el que se elige a la Comisión Ejecutiva Regional y los distintos órganos Regionales.

### Estructura orgánica
Órganos soberanos
- Asamblea: Únicamente a nivel de agrupación local. Tiene un carácter semestral, y participan en estos órganos todos los militantes al corriente de sus cuotas. Fija el programa político de la agrupación, aprueba presupuestos, estudia las propuestas de resolución de los Congresos en sus diferentes niveles, y elige tanto a la Comisión Ejecutiva Local como a los representantes y delegados de la agrupación local en otros órganos superiores. No pueden darse unos estatutos propios, ya que existe un reglamento federal.

- Congreso Regional: Son convocados de dos a cuatro años tras el anterior congreso. Reúne delegados de las agrupaciones locales. Eligen al secretario general, a la comisión ejecutiva, a los miembros natos del comité, y al resto de órganos. Se aprueban las grandes líneas políticas para la organización, que la comisión ejecutiva ha de desarrollar. Pueden modificar los estatutos de la organización, siempre que no contradigan los aprobados por un congreso de ámbito superior. Al inicio del congreso elegida una mesa, y los trabajos se desarrollan tanto en las comisiones de estudios como en el plenario. Suelen participar como invitados miembros de partidos políticos, especialmente del PSOE; de sindicatos, especialmente de UGT; de otras organizaciones juveniles políticas; de instituciones públicas, etc.

Órganos de decisión
- Comité Regional: Este es el máximo órgano de decisión entre congresos. Se reúne como mínimo dos veces al año. Controla la actividad de la comisión ejecutiva, aprueba el presupuesto y elabora las políticas de juventud del PSOE-Aragón.

Órganos ejecutivos y de gestión
- Comisión Ejecutiva: Local y Regional. Es la dirección colegiada de JSA, elegida en un congreso o asamblea. La preside y lidera el Secretario General, y cuenta con una serie de secretarías: organización, política institucional, formación, etc. que son las responsabilidades de cada miembro de este órgano.

- Comisión Gestora: Tiene un carácter excepcional, no permanente. Puede ser nombrada por la Comisión Ejecutiva Regional para sustituir a una comisión ejecutiva local cuando más de la mitad de éste ha dimitido o cuando esta comisión ejecutiva actúa de manera contraria a la normativa interna de JSA. La función de la comisión gestora es preparar una asamblea en la que los militantes puedan elegir una nueva dirección.

Órganos de control
- Comisión Regional de Garantías: Es el tribunal interno dentro de JSA. Es el único órgano que puede expulsar a un militante de esta organización previo informe de la Comisión Federal de Garantías.

- Comisión Regional Revisora de Cuentas: Es un órgano de control contable

## Plataformas a las que pertenece
- Movimiento Juvenil Aragonés Laico y Progresista
- Coordinadora de Asociaciones de Mujeres. Organizadora del Día Internacional de la Mujer (8 de marzo)
- Plataforma 28-J por la diversidad. Organizadora del Orgullo LGTB en Aragón
- Consejo Nacional de la Juventud de Aragón Cofundador y miembro de pleno derecho